# Vasaorden (королевская барка)
Vasaorden (Орден Васы) — шведская королевская барка в составе ВМС Швеции, используется королевской семьей на официальных церемониях. Впервые была использована при открытии мэрии Стокгольма в 1923 году, далее в 1976 году в связи со свадьбой Карла XVI Густава и Сильвии Зоммерлат, в 1983 году во время визита королевы Елизаветы II, во время визита императора Японии Акихито в 2000 году и в связи со свадьбой наследной принцессы Виктории и Даниэля Вестлинга 2010 года. Действующая барка является точной копией оригинального шлюпа постройки 1774 года, который был полностью уничтожен в результате пожара в 1921. Первая лодка была построена судостроителем Фредриком Хенриком Чапманом для Густава III. После списания королевской яхты HMS Drott барка осталось единственным представительским судном королевской семьи. Реплика барки за исключением времени использования в официальных мероприятиях и тренировки гребной команды находится в морском музее Galärvarvet.

## Галерея

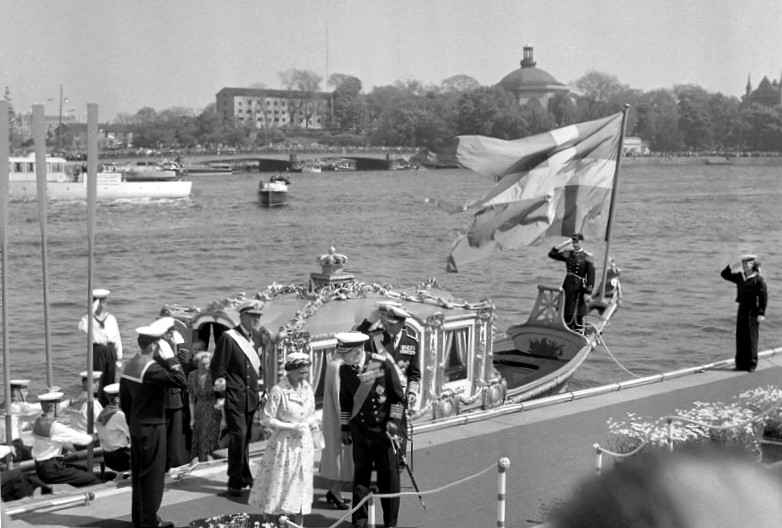
Во время визита королевы Елизаветы II в 1956 году
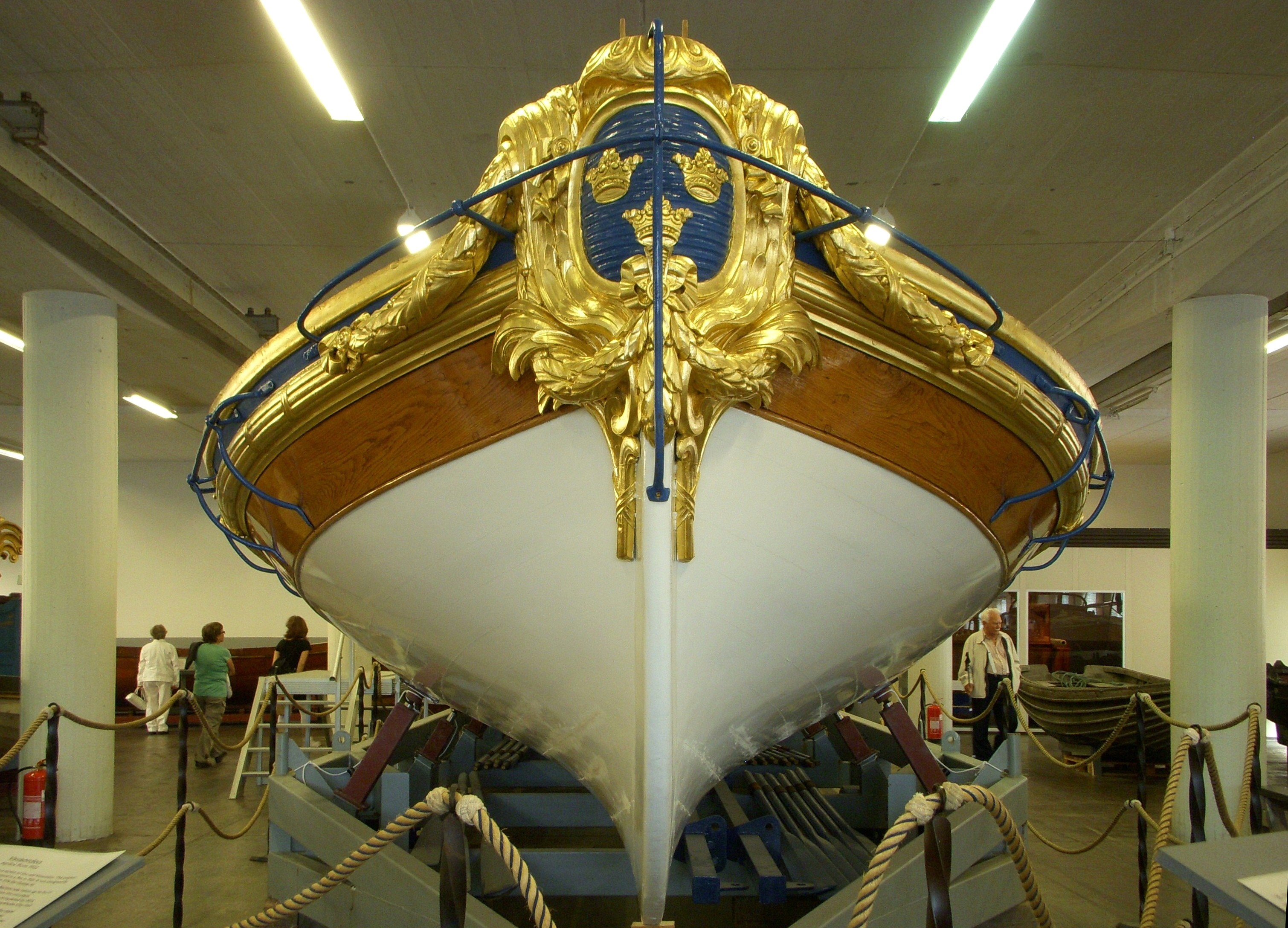
Носовое украшение
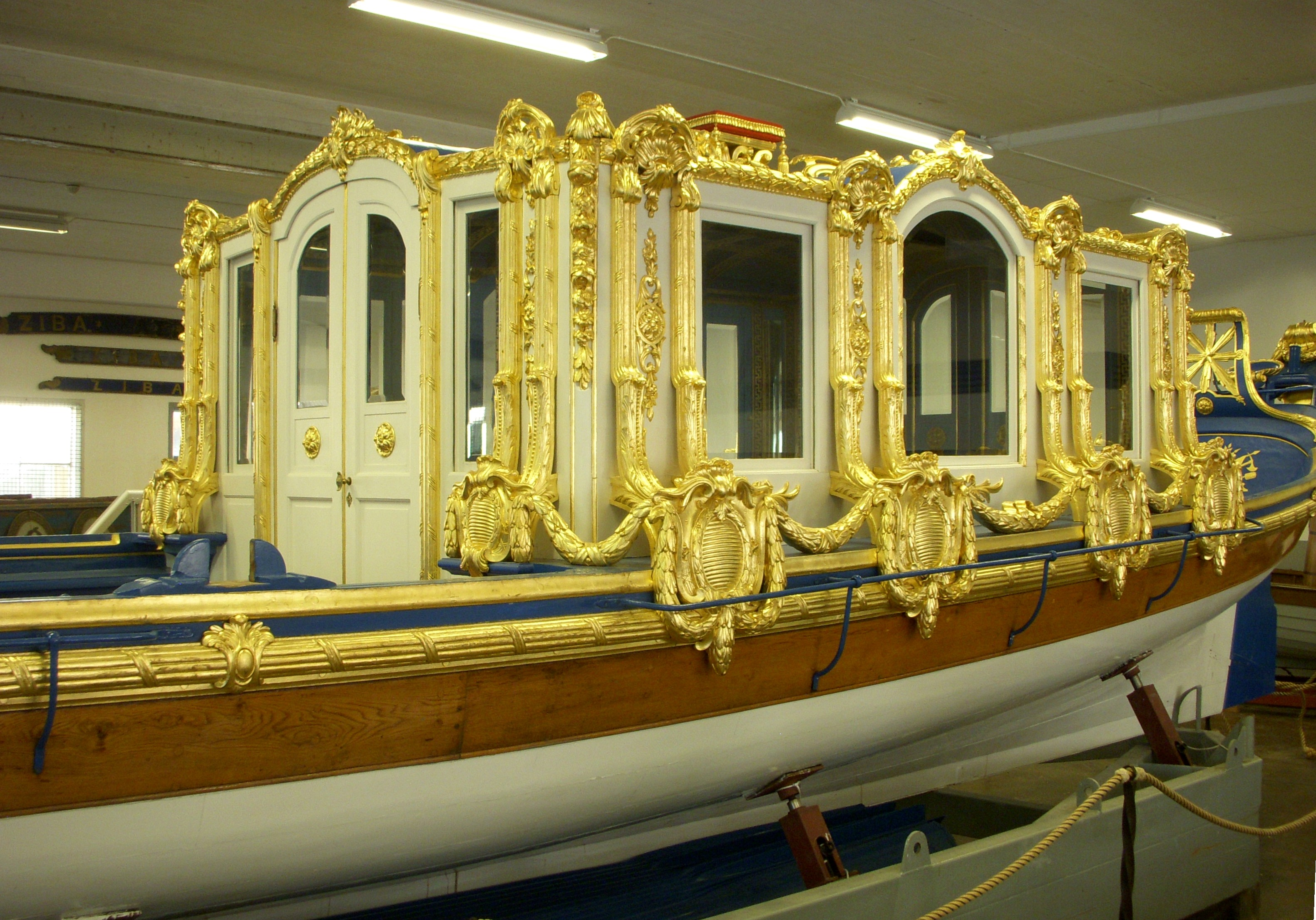
В морском музее
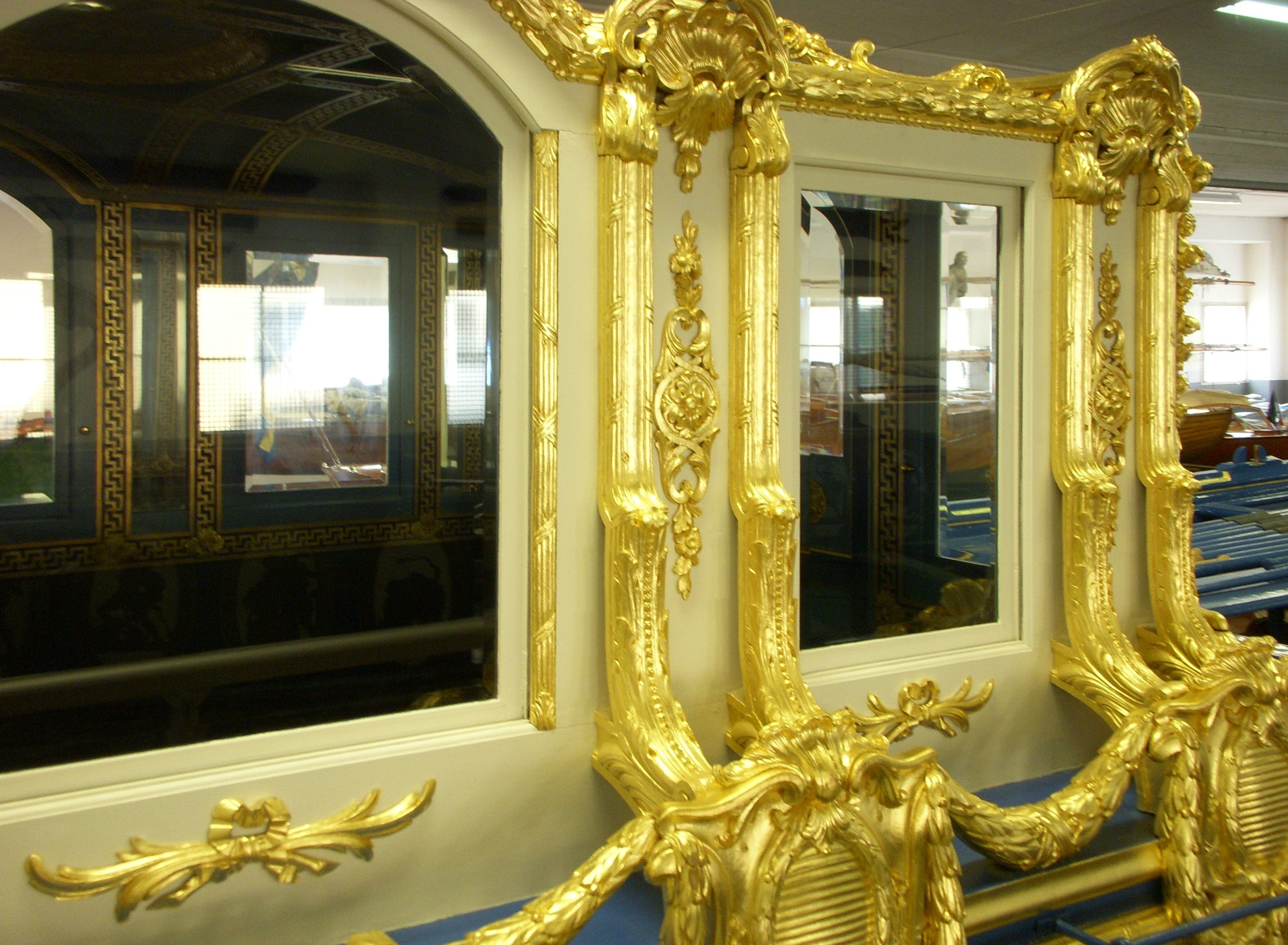
Вид на королевский салон
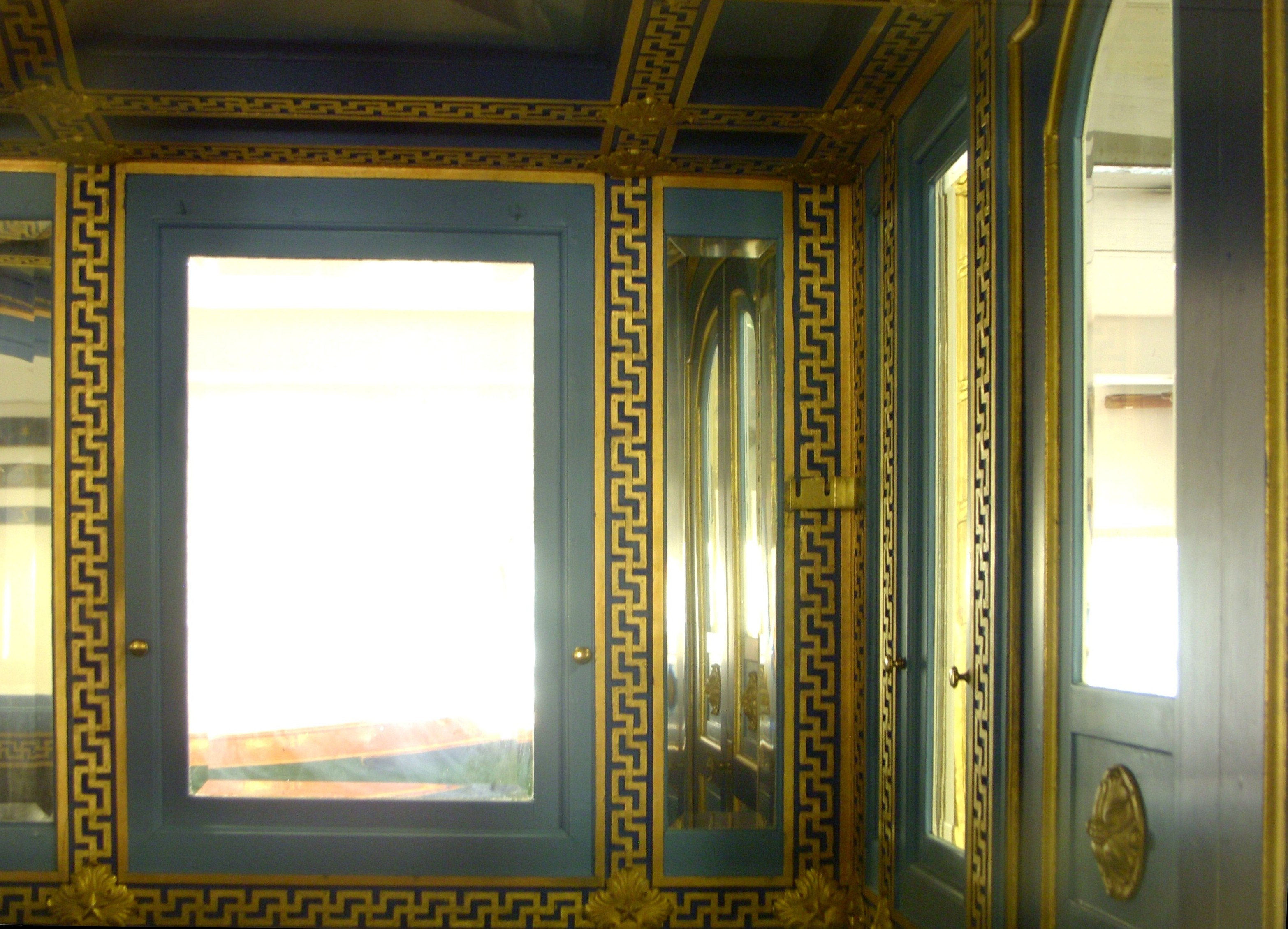
Салон